# Квак Дон Хан
Квак Дон Хан (кор. 곽동한; нар. 20 квітня 1992) — південнокорейський дзюдоїст, бронзовий призер Олімпійських ігор 2016 року, чемпіон світу.

## Виступи на Олімпіадах
| Олімпіада | Дисципліна | Місце |
| --------- | ---------- | ----- |
| Ріо 2016  | До 90 кг   | 3     |